# Dubovec Bisaški
Dubovec Bisaški – wieś w Chorwacji, w żupanii zagrzebskiej, w mieście Sveti Ivan Zelina. W 2011 roku liczyła 86 mieszkańców.